# Österreichischer Bibelübersetzer
Unter dem Notnamen Österreichischer Bibelübersetzer (ÖBü) ist der Verfasser einer mittelhochdeutschen Bibelübertragung des frühen 14. Jahrhunderts bekannt, die sich in das Klosterneuburger Evangelienwerk und das Schlierbacher Alte Testament aufgliedert. Seiner kommentierten Bibelübersetzung wird aufgrund des Umfangs und der sprachlichen Finesse eine bedeutende Rolle in der Geschichte der mittelalterlichen und frühneuzeitlichen volkssprachlichen Laienbibeln eingeräumt, die ihren Höhepunkt in der Lutherbibel fand. In programmatischen Schriften forderte er 200 Jahre vor Luther, dass „die heilig schrifft den seligen krissten wirt geöffent“ und „ze deutsch pracht“ wird.

## Werküberblick und Verfasserfrage
Heute werden dem österreichischen Anonymus Übersetzungen und Bearbeitungen des biblischen Stoffes sowie eine Reihe von apologetischen Traktaten und ein Fürstenspiegel zugeschrieben. Sein Werk umfasst nach derzeitigem Forschungsstand einerseits das sogenannte Klosterneuburger Evangelienwerk (KEW), das Schlierbacher Alte Testament (SAT), einen Psalmenkommentar; andererseits Schriften, die sich energisch gegen damalige häretische Umtriebe, vermutlich der Waldenser, zugleich gegen Orthodoxie und Aberglaube, aber auch gegen Juden richten: „Vom Antichrist“, „Vom Jüngsten Tag und Gottes Gericht“, „Vom Irrtum der Juden und dem Unglauben der Philosophen und Ketzer“ und weitere Contra-Judaeos- und sich gegen Irrglauben richtende Traktate. Es handelt sich jedoch nach neueren Erkenntnissen dabei um exzerpierende Übertragungen aus dem lateinischen Werk des Mitte des 12. Jahrhunderts wirkenden Passauer Anonymus. Zur ersten Werkgruppe gehören wohl auch die eigenständig überlieferten glossierten Übertragungen der alttestamentlichen Bücher Proverbia und Ecclesiastes. Als Teil der Bibelübertragungen haben die Vorreden, die als Rechtfertigungsschriften des Autors für seine volkssprachlichen Übertragungen anzusehen sind, eine eigene Überlieferungsgeschichte. Beim Psalmenkommentar sind Kenntnisse des Verfassers über die exegetische Postilla litteralis von Nikolaus von Lyra evident.
Der anonyme Verfasser rechnet sich selbst zu den „vngelernt layn“ (ungelernten Laien) und bezeichnet sich außerdem als nicht ordiniert: „wann ih niht geweiht pin vnd geordent gots wort zu predigen“ – es ist allerdings fraglich, inwieweit dies nur dem Bescheidenheitstopos entspricht. Der Verfasser muss ob seines eleganten Stils und seiner Lateinkenntnisse über eine umfassende Bildung verfügt haben, so galt als möglicher Verfasser lange Zeit auch der bedeutende Dichter Heinrich von Mügeln. Besonders für den Psalmenkommentar wurde eine Urheberschaft von Mügelns vermutet, die schon in einer alten Abschrift proklamiert wurde. Textkritische Befunde legen jedoch eine Fehlannahme nahe.
Die Fundorte der meisten Handschriften und sprachliche Eigenheiten sprechen für eine Herkunft aus dem Herzogtum Österreich; Krems wird im Text erwähnt. Der Urheber, selbst kein ausgewiesener Theologe, verteidigt in den Vorreden zu einzelnen Kapiteln seinen Beweggrund, die Bibel dem Laien in der Volkssprache Deutsch zugänglich zu machen, wohl als Reaktion auf konkrete Angriffe. Der Verfasser intendierte wohl die Schaffung einer größeren Volksnähe der katholischen Kirche, was ketzerischen Strömungen der Zeit entgegenwirken sollte. Der Anonymus scheint mächtige weltliche und geistliche Unterstützer gehabt haben, vermutet wird eine Nähe zu den Franziskanern. Die Verfasserfrage ist weiterhin ungeklärt. Ein Wolfhart wird in frühen Ausgaben genannt, unklar bleibt jedoch, ob es sich dabei um den Urheber oder nur um einen Überliefernden handelt.

## Klosterneuburger Evangelienwerk
Das Klosterneuburger Evangelienwerk (KEW) wird in der mediävistischen Forschung auf etwa 1330 datiert. Die früheste erhaltene Handschrift aus der Schaffhausener Stadtbibliothek (etwa 1340) gilt nicht als Erstfassung.
Das Klosterneuburger Evangelienwerk ist eine harmonisierte Evangeliendarstellung, deren inhaltlicher Aufbau chronologisch dem Leben Jesu folgt. Anders als Luther stützte sich der Übersetzer nicht auf die hebräischen und griechischen Originalquellen, sondern auf lateinische Übersetzungen wie die Vulgata, räumt jedoch auch nichtkanonischen Heiligenlegenden (Legenda aurea) und z. B. dem apokryphen Nikodemusevangelium einen relativ hohen Stellenwert ein. Das Evangelienwerk beinhaltet auch die ersten fünf Kapitel der Apostelgeschichte. Die Handschriften sind rubriziert, den Perikopen ist eine Rubrik mit kurzer deutscher Inhaltsdarstellung des folgenden Abschnitts und der lateinische Anfang der Perikope vorangestellt, eine kommentierende Glosse folgt.
Textbeispiel:
VAter vnser der
du pist yn hym-
eln Geheiligt we(r)d
dein nam Zu kum
dein reich Dein will gescheh
Als yn himel vnd in erde
Vnser tagleichs prot Gib vns
hewt Vnd vergib vns vnser
schuld Als vnd wir uergeb(e)n
vnss(er)n schuldig(er)n Vnd ynlaid
vns nicht yn v(er))uchu(n)g Sund(er)
los vns von ubel Amen

## Schlierbacher Altes Testament
Das Schlierbacher Alte Testament (SAT) liegt in zwei Handschriften vor: In einer früheren aus der Stiftsbibliothek Schlierbach, und einer später entdeckten, aber vollständigeren aus der Stiftsbibliothek Melk. In der Schlierbacher Fassung sind die Bücher Genesis, Exodus, Tobias und Daniel enthalten, die Melker Handschrift erweitert das Inhaltsbild um das Buch Hiob. Es wird vermutet, dass auch die separat überlieferten Bücher Proverbia und Ecclesiastes zum Korpus gehört haben. Die Glossierung ist weniger umfangreich als im KEW.

## Forschungsgeschichte
Alfred Bergeler wies die Einzelwerke erstmals einem Verfasser zu, den er als Heinrich von Mügeln identifizierte, was nach dem heutigen Forschungsstand nicht zu halten ist. Kurt Gärtner machte sich um weitere Handschriftenfunde und Überblicksdarstellungen verdient, er sprach dem Klosterneuburger Evangelienwerk auch erstmals seine bedeutende Rolle zu: „Ihn dürfte man [...] mit einigen Einschränkungen sogar den Schöpfer einer ‚ersten deutschen Bibel‘ nennen.“ Weitere bedeutsame Quellenfunde sind unter anderem Gisela Kornrumpf zuzusprechen.
Die Werke des Österreichischen Bibelübersetzers sind momentan Gegenstand von Forschungsprojekten. Von 2005 bis 2012 fand an der Universität Augsburg unter Leitung von Freimut Löser ein Forschungsprojekt an den Traktaten und dem SAT statt. 2016 begann ein von der GWK mit einem Budget von 4,5 Millionen Euro gefördertes Projekt zur Erforschung und Edierung des KEW. Es wird von der Bayerischen Akademie der Wissenschaften und der Berlin-Brandenburgischen Akademie der Wissenschaft betreut und geleitet von Freimut Löser (Augsburg), Martin Schubert (Essen-Duisburg) und Jens Haustein (Jena). Bis 2027 soll das Projekt ans Ziel kommen. 2023 erschien die kritische Ausgabe seines Alttestamentlichen Werks als erste der deutschen Bibelbearbeitungen des Österreichischen Bibelübersetzers in der Reihe Deutsche Texte des Mittelalters.